# Crinifer piscator
Crinifer piscator е вид птица от семейство Туракови (Musophagidae).

## Разпространение
Видът е разпространен в Бенин, Буркина Фасо, Гамбия, Гана, Гвинея, Гвинея-Бисау, Камерун, Република Конго, Демократична република Конго, Кот д'Ивоар, Либерия, Мали, Мавритания, Нигер, Нигерия, Сенегал, Сиера Леоне, Того, Централноафриканската република и Чад.